# 周文璣
周文璣（1913年1月26日—1998年4月30日），原籍江蘇武進，中華民國（台灣）企業家、政治人物，曾代表中國國民黨在台北市選區當選為第一屆第一、二次增額立法委員。
周文璣為研發明星花露水的上海中西藥局董事長周邦俊醫師的長女，1929年接手其父事業，隨後成立「明星香水肥皂廠」以大量生產與擴大經營。對日抗戰勝利後，公司與工廠員工曾達數千人，產量超過一千萬瓶，並在上海證券交易市場掛牌上市。之後因為大陸易幟，周家財產被充公。1949年，周文璣以結束香港倉庫為理由，帶著配方輾轉逃到香港，而後再到臺灣。
1951年周文璣與早先到臺北市設立分公司的錢一清、張明湧、張廷玉、謝兆裕等人決定重新開始，於是成立「明星化工股份有限公司」，生產花露水與爽身粉，一推出後即風靡全臺，供不應求。在1960至1970年代，成為當時女性的必備品。
1978年，明星化工將公司及廠房遷移至臺北縣土城市。1998年，周文璣逝世，張明湧接任明星化工董事長。